# Hédonisme
L'hédonisme est parfois confondu avec l'eudémonisme, les deux doctrines pouvant soit se rapprocher soit s'opposer selon les théories.

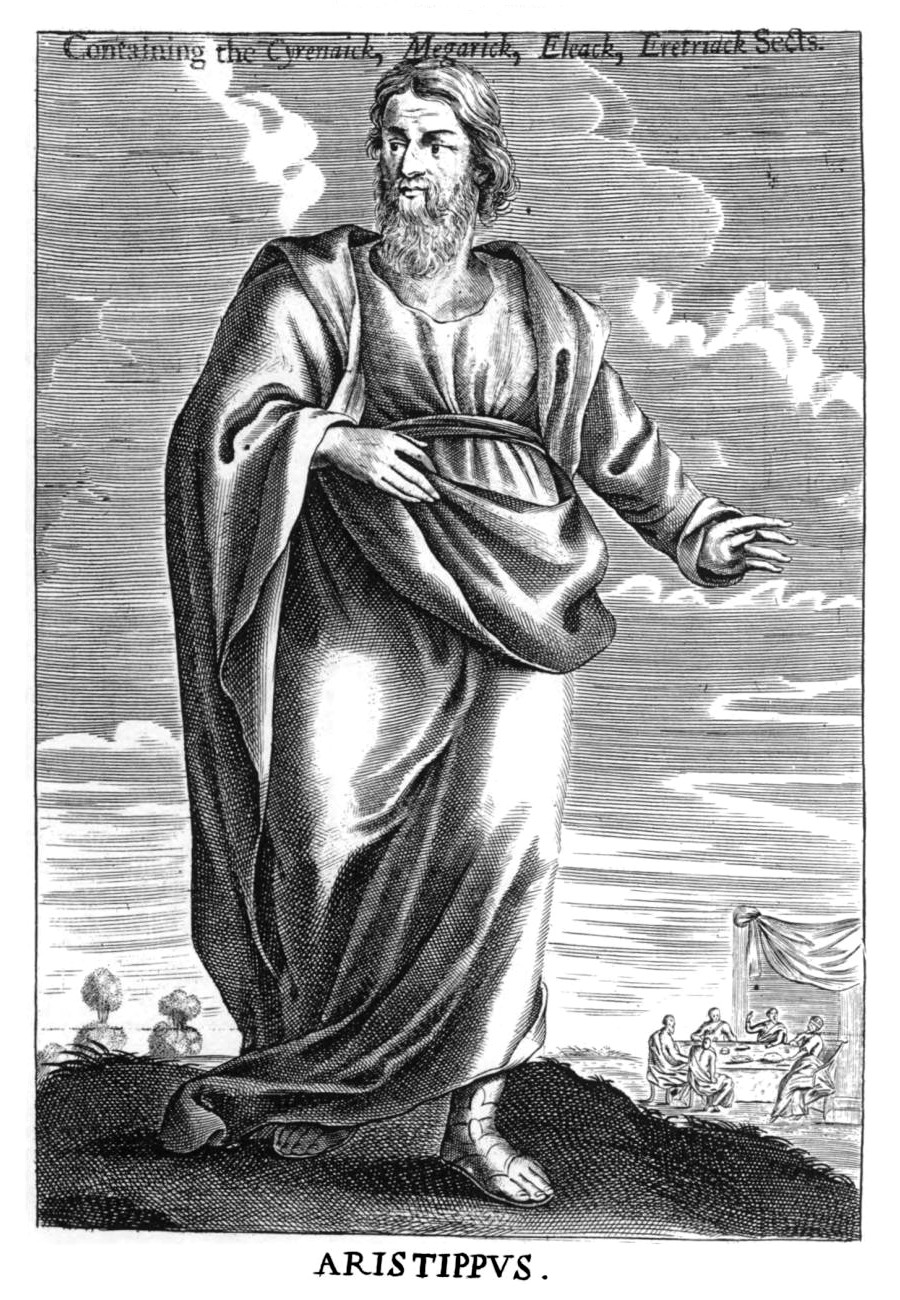
Représentation d'Aristippe de Cyrène, en 1655, dans l'ouvrage de Thomas Stanley intitulé The history of philosophy: containing the lives, opinions, actions and Discourses of the Philosophers of every Sect, illustrated with effigies of divers of them.

L’hédonisme (du grec ancien : ἡδονή / hēdonḗ, « plaisir » et du suffixe -ισμός / -ismós) est une doctrine philosophique attribuée à Aristippe de Cyrène selon laquelle la recherche de plaisirs et l'évitement de souffrances constituent le but de l'existence humaine.
L'hédonisme se différencie de l'eudémonisme, théorisé notamment par les Épicuriens et les Stoïciens, qui considèrent cette fois-ci la recherche du bonheur, plutôt que de plaisirs, comme but de la vie humaine. Les Épicuriens perçoivent ainsi les plaisirs, lorsqu'ils sont naturels et nécessaires, comme un intermédiaire permettant de l'atteindre. La doctrine épicurienne peut donc être perçue soit comme un eudémonisme, soit comme une forme d'« hédonisme raisonné ».

## Acceptions possibles

### Pensée philosophique
Les plaisirs de l'existence, multiples, varient selon les individus et selon leur éducation. Les penseurs hédonistes ont orienté leur vie en fonction de leurs dispositions propres, mais on retrouve des thèmes communs : l'amitié, la tendresse, la sexualité, les plaisirs de la table, la conversation, une vie constituée dans la recherche constante des plaisirs (cf. Gorgias de Platon), un corps en bonne santé. On peut aussi trouver la noblesse d'âme, le savoir et les sciences en général, la lecture, la pratique des arts et des exercices physiques, le bien social…
Dans le même temps, les douleurs et les déplaisirs à éviter sont : les relations conflictuelles et la proximité des personnes sans capacités contractuelles (sans parole), le rabaissement et l'humiliation, la soumission à un ordre imposé, la violence, les privations et les frustrations justifiées par des fables, etc.[citation nécessaire]
Ainsi, il n'y a pas d'hédonisme sans discipline personnelle, sans connaissance de soi, du monde et des autres. Les fondations directes d'une philosophie hédoniste sont la curiosité et le goût pour l'existence d'une part, et d'autre part l'autonomie de pensée (et non la croyance), le savoir et l'expérience du réel (au lieu de la foi). La pensée hédoniste a été fermement combattue par les principales religions monothéistes.
Beaucoup de philosophes hédonistes, ou ayant une conception qui s'en rapprochait, ont adopté des positions athées (Michel Onfray, « athéisme athée comme franche et claire négation de Dieu » et dénonciation des athéismes « post-religieux » qui acceptent toutes les conséquences éthiques liées à la religion) ou agnostiques ; et dans une autre dimension, une position anarchiste (Michel Onfray, revendiquant « la société socialiste libertaire actionnée selon la mécanique des micro-résistances concrètes » comme la modalité politique de l'hédonisme).
Une ligne de pensée chrétienne voit cependant la foi chrétienne comme étant l'hédonisme véritable, car menant au plaisir le plus profond et le plus durable, dans la contemplation de Dieu. Le représentant contemporain le plus notable en est John Piper, qui n'hésite pas à qualifier sa position d'hédonisme chrétien, mais la même idée se retrouve chez C. S. Lewis, Pascal, Érasme, Thomas d'Aquin et Augustin.
Selon Nietzsche la revendication de l'hédonisme chrétien n'est pas légitime. Selon lui, l'hédonisme chrétien est une déformation de la réalité, de ce qu'est la nature de l'hédonisme même. La religion chrétienne tend à prendre des états philosophiques existants, ou des traditions, ou encore de la vérité et à les vider de leur contenu, de leur nature afin de les refaire sous une forme chrétienne et ainsi de les intégrer sous une image vide de sens à cette religion.
D'après Michel Onfray, l'hédonisme se résume par cette maxime de Chamfort : « Jouis et fais jouir, sans faire de mal ni à toi, ni à personne, voilà je crois, toute la morale ». Pour l'auteur Rudy Méliczek, l'hédonisme doit être mesuré et réfléchi. Sans une certaine sagesse, il peut être galvaudé.

### En ethnologie
« Hédonistique » est un adjectif créé par des ethnologues pour désigner les sociétés dans lesquelles les interactions sont destinées à les prolonger ou à en établir, en contraste avec les sociétés agonistiques où les interactions sont orientées à les interrompre ou les diminuer[pas clair].

## Histoire
La doctrine est associée notamment dans l'Antiquité à Aristippe de Cyrène et au Cyrénaïsme, et aussi, en partie, à Épicure, bien que leurs définitions du plaisir soient différentes.
Ce dernier rappelle qu'un plaisir excessif actuel doit être évité s'il conduit à une douleur future alors que les Cyrénaïques insistaient sur le fait que le plaisir est toujours le but présent de l'action, même si cette fin est relativisée et se modifie dans le temps.
Jeremy Bentham, le fondateur de l'utilitarisme, le comprenait comme un « calcul hédoniste », qui devait systématiser l'idée de mesure des plaisirs dans le Philèbe de Platon. Ce calcul constitue une des bases des modélisations dans la théorie de la décision.
John Stuart Mill, qui reprit la doctrine utilitariste, reprocha ensuite à Bentham de ne pas avoir donné de hiérarchisation qualitative de la nature des plaisirs. Mais une telle hiérarchisation fait sortir de l'hédonisme pour y introduire d'autres valorisations et d'autres fins (comme celle de « vie bonne pour l'homme », qui recherche une valeur du bonheur en plus des plaisirs).

## Critique
Le cardinal Poupard voit dans l'Occident actuel une mentalité de consommation — marquée par l'hédonisme — qui engendrerait relativisme moral et indifférence religieuse.
La critique du libéralisme libertaire par Michel Clouscard a apporté dans la gauche l'idée "d'hédonisme libéral", la classe ouvrière aurait trahi les idéaux socialistes en confondant les principes de liberté et d'aliénation apportés par les libertaires avec le libéralisme et la consommation de masse.  

## Dans les médias
La série télévisée d'animation Futurama comporte un personnage récurrent du nom de « robot hédoniste », allégorie caricaturale de la philosophie éponyme.